# Adolf Picó Úbeda
Adolf Picó Úbeda (Ibi, l'Alcoià 1883 - Alcàsser, l'Horta Sud 1927) fou un metge de família valencià.
Va ser metge titular d'Alcàsser des de 1913 fins a 1927. Durant els quinze anys d'exercici de la medicina a Alcàsser, destacà per la seua amabilitat i generositat, ja que tenia el costum de socórrer les famílies més necessitades de la vila. Va faltar als 44 anys a causa d'una broncopneumònia gripal hipertòxica el dia 18 de gener de 1927, després d'una epidèmia de grip declarada oficialment al poble. Actualment hi ha un carrer dedicat a la seua persona a Alcàsser.